# Sophie Boudet
Sophie Boudet est une actrice française. Sa carrière se déroule essentiellement au Théâtre national populaire. Cependant, entre 1971 et 1991, elle fera quelques incursions au cinéma.

## Filmographie

### Cinéma
- 1971 : Le Saut de l'ange de Yves Boisset : Lee
- 1972 : L'aventure c'est l'aventure de Claude Lelouch : Une vacancière
- 1973 : Quelques messieurs trop tranquilles de Georges Lautner : Viviane
- 1973 : Les Anges de Jean Desvilles : Guardien
- 1978 : Tire pas sur mon collant de Michel Lemoine
- 1980 : Comment passer son permis de conduire de Roger Derouillat : La secrétaire
- 1980 : Brigade criminelle de Sergio Gobbi
- 1982 : Mon curé chez les nudistes de Robert Thomas : Miquette
- 1985 : Train d'enfer de Roger Hanin
- 1991 : Lola Zipper de  Ilan Duran Cohen : Une actrice hystérique

### Télévision
- 1993 : Les grandes marées de Jean Sagols : Une journaliste (épisodes 1.2 et 1.3)